# Kurt Eberhard
Kurt Eberhard (ur. 12 września 1874 w Rottweil, zm. 8 września 1947 w Stuttgarcie) – SS-Brigadeführer, zbrodniarz nazistowski, komendant miasta Kijów współodpowiedzialny za zbrodnię w Babim Jarze.
Został schwytany przez amerykańskie władze w listopadzie 1945 roku. Popełnił samobójstwo w więzieniu w Stuttgarcie 8 września 1947 roku.